# 尚乘數科
尚乘數科（英文：AMTD Digital，：HKD）是尚乘集團旗下科技创新及数字服务公司，总部设立在法国。尚乘与小米集团旗下的天星数科合资合作共同筹建并作为联合控制人成立了香港天星銀行，作为香港金融管理局颁发的八家虛擬銀行牌照之一的获得者。尚乘数科也是全球第一家亚洲机构成功控股全球八大两小的时尚潮流媒体之一巴黎時裝公報，一家法国的百年老店；也是第一家华人公司控股了全球最权威的艺术媒体之一艺术新闻全球业务，其中文版为艺术新闻中文版。尚乘数科旗下也有着地产业务，是香港AMTD iclub酒店、新加坡Dao by Dorsett AMTD酒店等优质酒店资产的控股股东。
2022年7月15日，尚乘數科在紐交所上巿，發行價為每股7.8美元。
尚乘數科参与发起的环球娱乐媒体集团旗下的尚乘數字媒體出品众多影视娱乐内容及电影，主要包括：破·地獄、拆彈專家2、莫斯科行动 (电影)、猎金游戏、金手指 (2023年電影)、酱园弄 (电影)及掃毒3等等。

## 外部連結
- 官方网站 （页面存档备份，存于）